# Zeuxia rubetra
Zeuxia rubetra är en tvåvingeart som beskrevs av Robineau-desvoidy 1863. Zeuxia rubetra ingår i släktet Zeuxia och familjen parasitflugor.
Artens utbredningsområde är Frankrike. Inga underarter finns listade i Catalogue of Life.